# 10 cm haubica vz. 14/19 Škoda
100 mm haubica wz 14/19 – czechosłowacka haubica kalibru 100 mm produkowana w zakładach Škoda, będąca ulepszeniem wcześniejszej haubicy 100 mm M.14 produkowanej od 1914 dla armii austro-węgierskiej. W latach 1928–1939 była także produkowana na licencji w Polsce.
Po uzyskaniu niepodległości przez Czechosłowację po zakończeniu I wojny światowej rozpoczęto ponownie produkcję tej broni w unowocześnionej wersji, zmodernizowano nieco konstrukcję i przedłużono lufę do 24 kalibrów (2,4 m), co znacznie poprawiło maksymalny zasięg haubicy.
Broń ta była eksportowana do wielu krajów, między innymi do Polski (100 mm haubica wz. 1914/19) i Jugosławii (M.1914/19). 
W momencie rozpoczęcia II wojny światowej obie wersje haubic były używane przez wojska włoskie na wszystkich frontach walki – od frontu wschodniego w Związku Radzieckim do Afryki Północnej. Po kapitulacji Włoch haubice te zostały przejęte przez wojska niemieckie, gdzie otrzymały oznaczenie 10-cm leFH 315(i) (lekka haubica polowa, numer 315, włoska).
Wojska niemieckie używały także haubic tego typu przejętych z armii innych podbitych państw: Austrii  – 10-cm leFH 14 (ö); Czechosłowacji  – 10-cm leFH 14/19(t); Grecji – 10-cm leFH 318(g); Polski – 10-cm leFH 14/19(p); oraz Jugosławii – 10-cm leFH 316(j). Część haubic została sprzedana przez Niemcy do Włoch i używana jako obice da 100/22 (Włochy używały już wcześniejszy model 100/17 Mod.14).

## Dane taktyczno-techniczne
100 mm houfnice vz 14/19
- Kaliber: 100 mm
- Długość lufy: 2400 mm
- Masa na stanowisku bojowym: 1505 kg
- Kąt podniesienia lufy: -7,5° do +48°
- Prędkość wylotowa pocisku: 415 m/s
- Zasięg maksymalny: 9970 m
- Masa pocisku: 14 kg

## Użycie w Wojsku Polskim

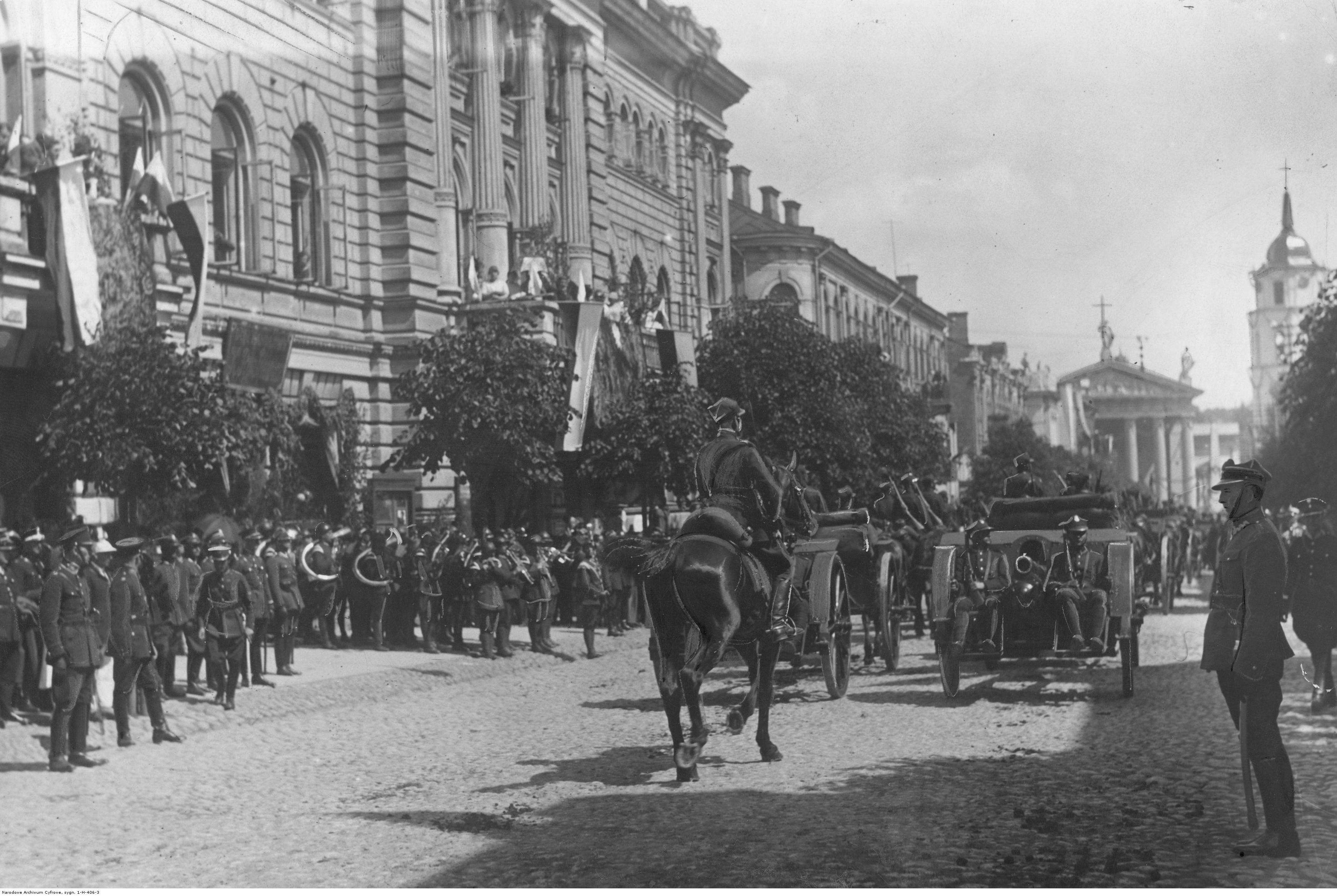
Uroczystości z okazji przyłączenia Wileńszczyzny do Polski - defilada na ulicach Wilna 18 kwietnia 1922 - widoczne haubice Škoda 100 mm vz. 14/19

Haubica – wraz z nieco starszym modelem wz. 14 – była używana w WP już od 1918. Dużą liczbę haubic Škoda 100 mm houfnice vz 14/19 zakupiono w czasie wojny z Rosją Radziecką, a po wojnie nabyto licencję na ich produkcję. Produkcje uruchomiono w 1928 w zakładach w Starachowicach, a w 1939 także Stalowej Woli (składane z części wyprodukowanych w Starachowicach). W Polsce budowano modele tej haubicy określone jako: wz. 1914/1919P i wz. 1914/1919A.

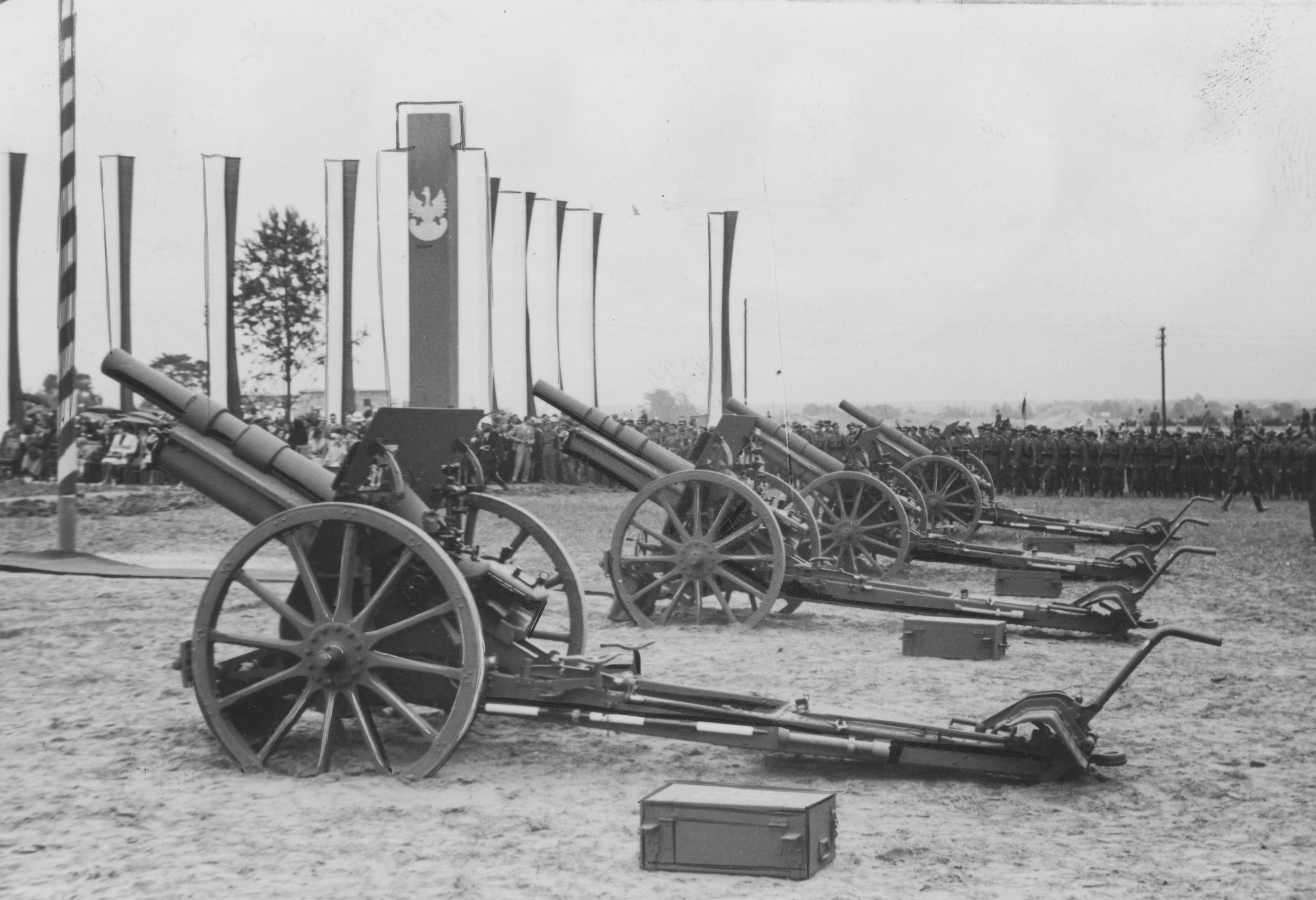
Przekazanie wojsku haubic wz. 1914/19 kal. 100 mm, wykonanych bezpłatnie jako dar Zakładów Południowych w Stalowej Woli

We wrześniu 1939 Wojsko Polskie dysponowało ok. 900 haubicami tego typu. Stanowiły one – obok armat 75 mm – wyposażenie pułków artylerii lekkiej, w których dwa dywizjony miały 24 haubice (część pułków miała 12 haubic w jednym dyonie). Haubice wz. 1914/19 skutecznie służyły podczas kampanii 1939. Ich walory taktyczno-techniczne były porównywalne z innymi lekkimi haubicami europejskimi (w 1939 haubice te były też w uzbrojeniu armii słowackiej, jugosłowiańskiej i włoskiej). Haubice te w Wojsku Polskim były holowane przez konie – podobnie jak lekkie haubice niemieckie, francuskie czy radzieckie. Istniała także wersja przystosowana do holowania przez ciągnik artyleryjski C4P stosowana w 1 Pułku Artylerii Motorowej. 
Haubica ta stosowana również była w pociągach pancernych oraz jako uzbrojenie monitorów rzecznych Flotylli Pińskiej.

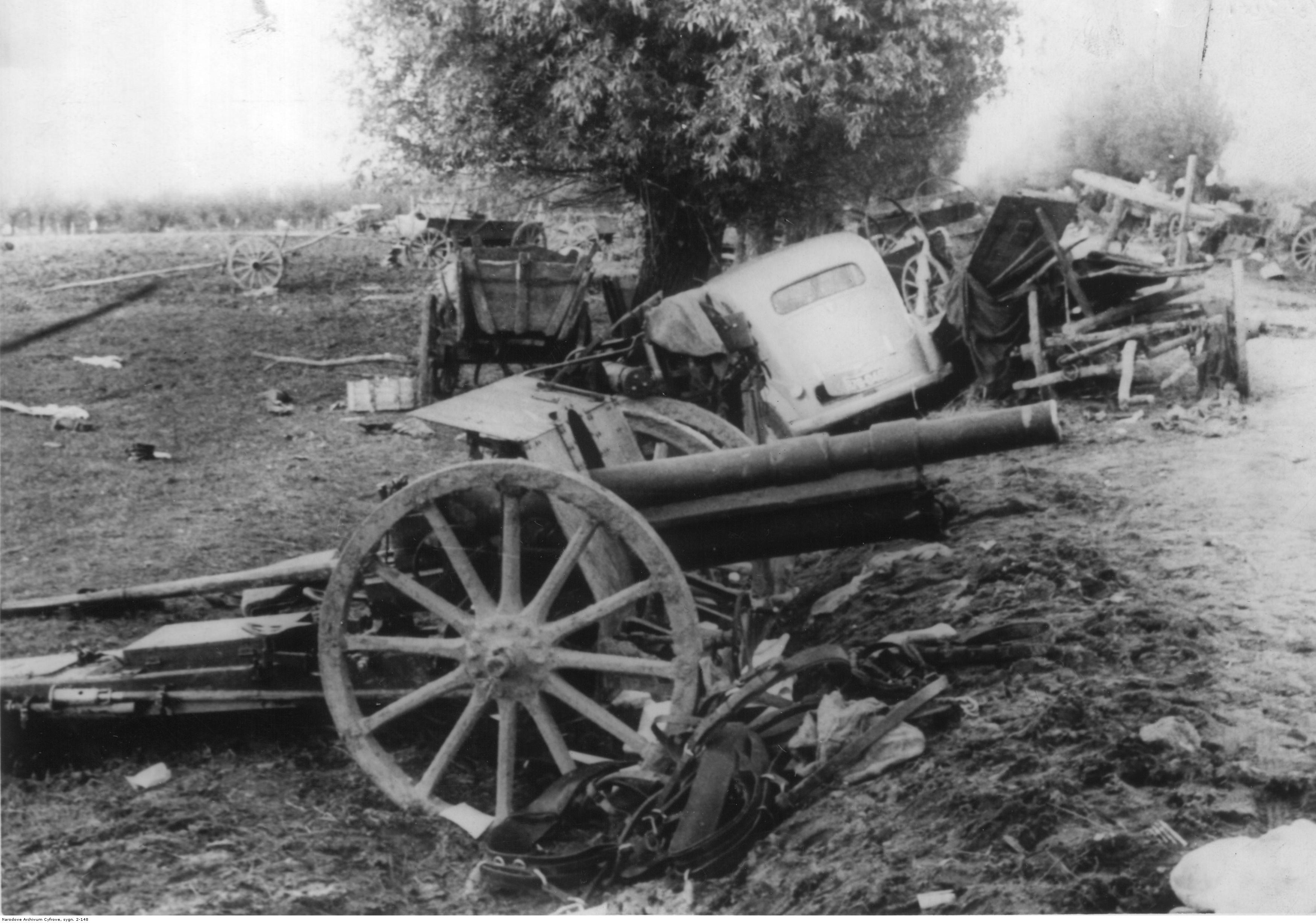
Szosa zawalona zniszczonym polskim sprzętem wojskowym w czasie walk kampanii wrześniowej. Na pierwszym planie widoczna 100 mm haubica Skoda wz. 14/19.

Jednostka ognia [j.o.] do haubicy: 40 naboi (20 z pociskiem stalowym wz. 28 i 20 z pociskiem stalowym wz. 31) oraz 59 zapalników (24 zapalniki uderzeniowe natychmiastowego działania RYG wz. 19, 15 zapalników uderzeniowych z krótką zwłoką wz. 99/15, 15 zapalników uderzeniowych z długą zwłoką wz. 99/15 oraz 5 zapalników podwójnego działania L.D. wz. 17). Masa brutto 1 j.o. = 792 kg.
Haubica wz. 14/19P, używana podczas działań obronnych w 1939, przejęta następnie przez armię niemiecką i przekazana Włochom, znajduje się wśród eksponatów Muzeum Wojsk Lądowych w Bydgoszczy.

Armaty salutacyjne 2A28SP-94 stylizowane na te haubice stanowią w ilości 6 sztuk wyposażenie plutonu salutowego Pułku Reprezentacyjnego, będąc w istocie odmianą armaty 2A28 kalibru 73 mm.